# Saint-Perdoux (Lot)
Saint-Perdoux è un comune francese di 208 abitanti situato nel dipartimento del Lot nella regione dell'Occitania.

## Società

### Evoluzione demografica
Abitanti censiti